# يسوكي كوباياشي (لاعب كرة قدم مواليد 1994)
يسوكي كوباياشي (باليابانية: 小林 祐介) (مواليد 23 أكتوبر 1994)، هو لاعب كرة قدم ياباني سابق كان يلعب كلاعب وسط.

## وصلات خارجية
- يسوكي كوباياشي (1994) على موقع رابطة كرة القدم اليابانية للمحترفين (اليابانية)
- يسوكي كوباياشي (1994) على موقع قاعدة بيانات كرة القدم.إي يو (الإنجليزية)
- يسوكي كوباياشي (1994) على موقع Soccerway.com (الإنجليزية)
- يسوكي كوباياشي (1994) على موقع عالم كرة القدم.نت (الإنجليزية)